# 1-я Магистральная улица (Москва)
Пе́рвая Магистра́льная у́лица (с 1930-х годов (либо с 1950 года) до 23 мая 1952 года — Пе́рвый Магистра́льный прое́зд) — улица, расположенная в Северном административном округе города Москвы на территории Хорошёвского района.

## История
Улица возникла в 1930-х годах и была названа Пе́рвый Магистра́льный прое́зд (по другим данным — название дано в 1950 году), а 23 мая 1952 года получила современное название; историческое и современное названия связаны с тем, что улица является частью системы транспортных магистралей между многочисленными промышленными предприятиями, сосредоточенными на стыке Хорошёвского и Пресненского районов.

## Расположение

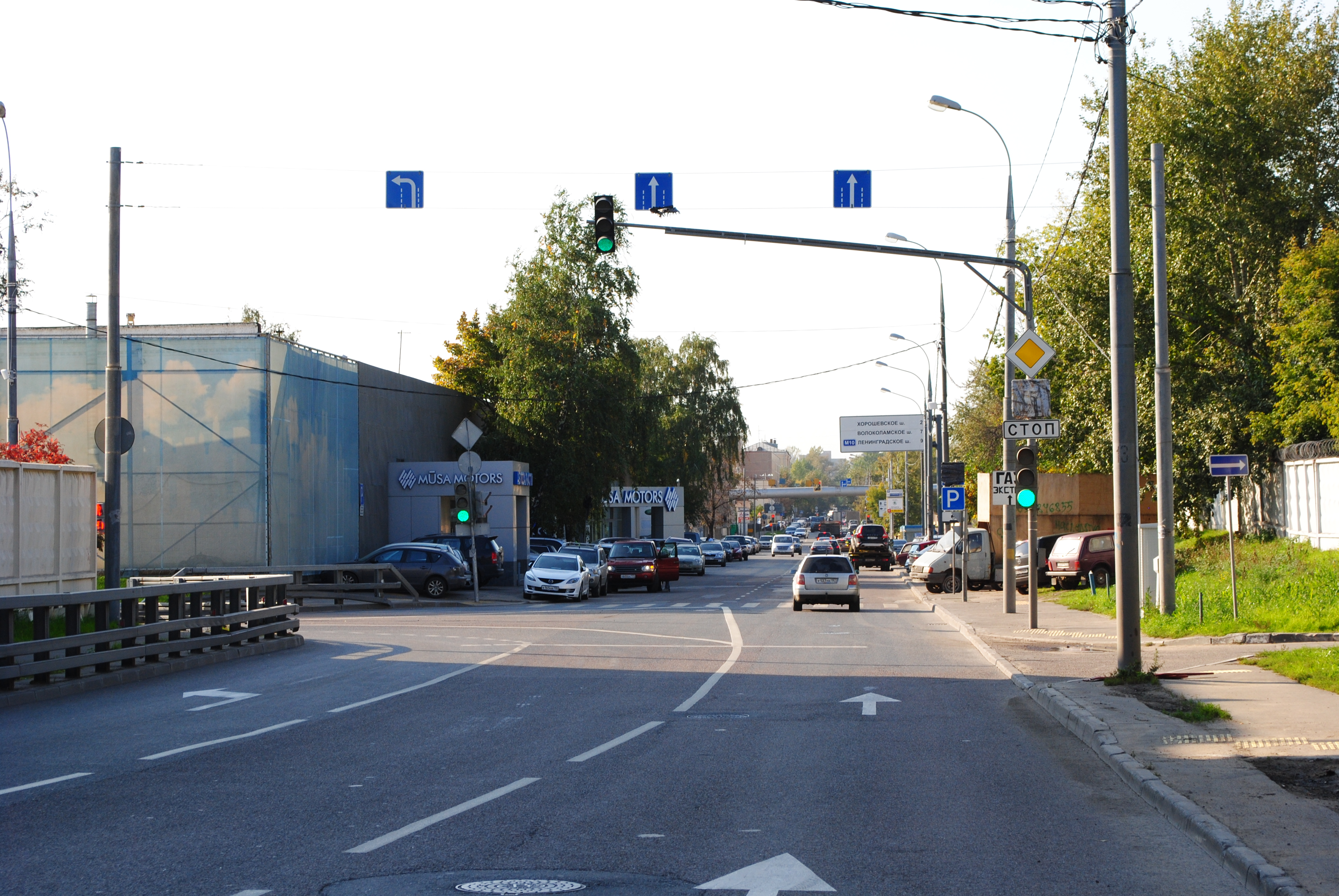
1-я Магистральная улица (вид от Звенигородской эстакады в сторону 5-й Магистральной улицы).

1-я Магистральная улица проходит от 2-й Магистральной улицы с северной стороны эстакады Звенигородского шоссе на северо-запад, с юга к ней примыкает безымянный проезд, проходящий под Звенигородской эстакадой и соединяющий 1-ю Магистральную улицу с 1-м Магистральным тупиком, далее к ней примыкают 2-й Магистральный тупик с юга и 5-я Магистральная улица с севера, затем 1-я Магистральная улица пересекает 4-ю Магистральную улицу, далее поворачивает на юго-запад, с юго-востока к ней примыкает 3-я Магистральная улица, после чего 1-я Магистральная улица проходит до Северного моста над путями Малого кольца Московской железной дороги, за которым продолжается как 1-й Силикатный проезд. Восточная часть 1-й Магистральной улицы (вместе со 2-й Магистральной улицей и 1-м Магистральным тупиком) является частью транспортной развязки Звенигородского шоссе с Третьим транспортным кольцом. Восточнее 1-й Магистральной улицы проходят пути Смоленского направления Московской железной дороги. Нумерация домов начинается от Звенигородского шоссе.

## Примечательные здания и сооружения
По нечётной стороне:
По чётной стороне:
- д. 14 — ОАО «Московский мельничный комбинат № 3».

## Транспорт

### Автобус
- 48: от 4-й Магистральной улицы до Северного моста и обратно.
- 27, 294: от Звенигородского шоссе до 4-й Магистральной улицы и обратно.

### Метро
- Станция метро «Беговая» Таганско-Краснопресненской линии — северо-восточнее улицы, в начале Хорошёвского шоссе.
- Станция метро «Полежаевская» Таганско-Краснопресненской линии — севернее улицы, на Хорошёвском шоссе.
- Станция метро «Хорошёвская» Большой кольцевой линии — севернее улицы, на Хорошёвском шоссе.

### Железнодорожный транспорт
- Платформа «Беговая» МЦД-1 — северо-восточнее улицы, в начале Хорошёвского шоссе.